# 金刀比羅本教

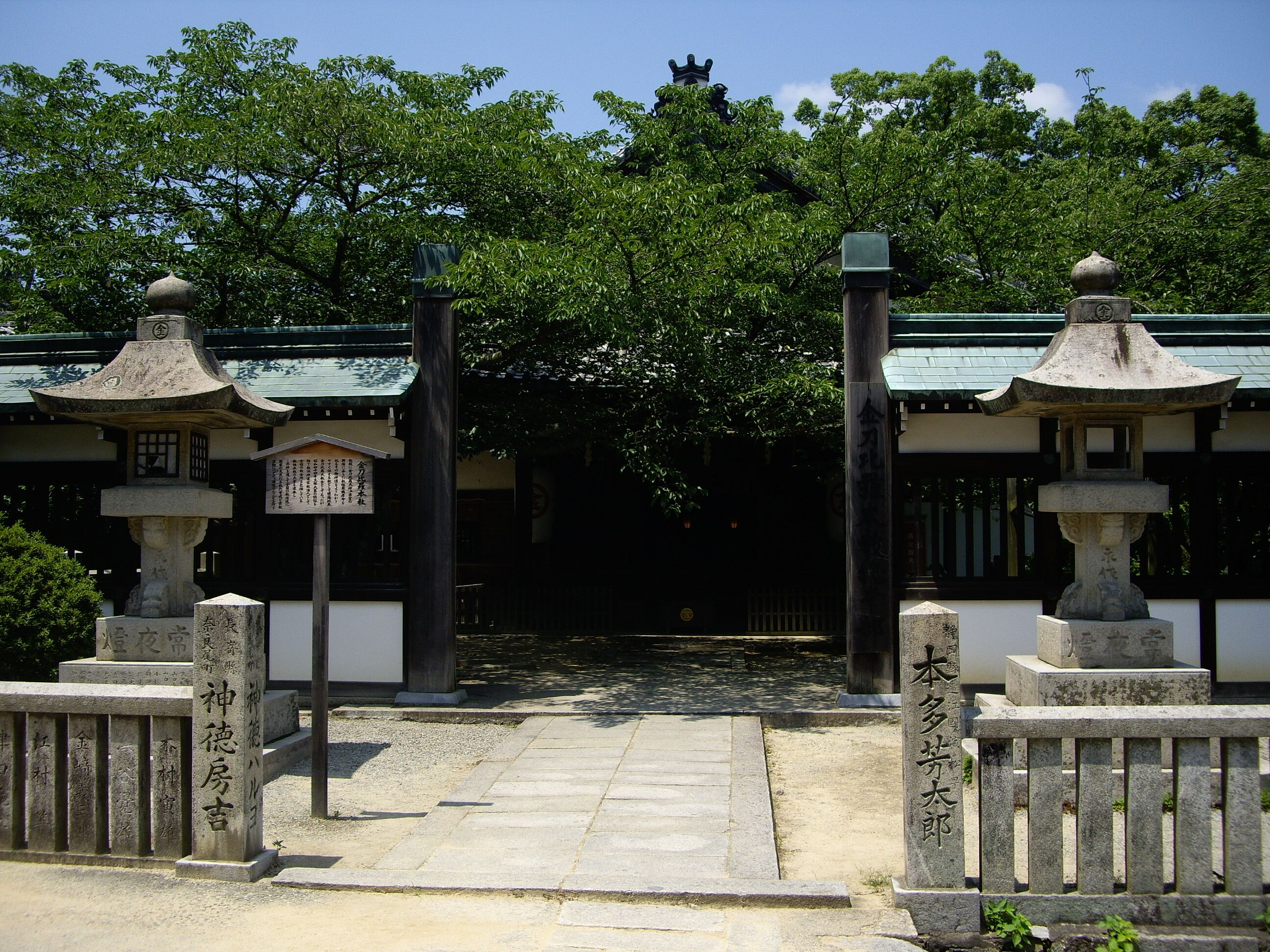
金刀比羅本教総本部

金刀比羅本教（ことひらほんきょう）は、金刀比羅宮（香川県仲多度郡）を総本部として昭和44年（1969年）8月5日に宗教法人となった教団である。

## 概要
祭神は金刀比羅大神とし、教祖は第四代象頭山金毘羅大権現別当金光院主（象頭山松尾寺）の金剛坊宥盛を厳魂彦命として祀る。中世・近世の金毘羅講を現代に継承し、明治維新以後の金刀比羅本宮崇敬講社・金刀比羅本宮崇敬講社を再組織して教団化することを宗旨とする。入信には改宗が必要とされる。
『ことひら』が定期刊行されている。

## 経典
- 金刀比羅本教教憲五条
- 実践要旨20条
- 古事記
- 日本書紀

## 金刀比羅本教教憲五条
- 自己の生命は遠い祖先の神々に連り、なお子々孫々に繋がる永遠且つ絶対であることを忘れないこと。[2]
- 自分も神の分身であるから日々祓の修行を怠らないで心身共に清浄潔白を保つように勉めること。[2]
- 不平を言ってはならない。神恩の感謝と歓びを以て一切を処理すること。[2]
- 神人合一の境地に達する為には浄明、正直を旨としなければならない。[2]
- 人は何れ高かれ低かれ神となるものであるから、高い神となるよう日々の修行を怠ってはならない。[2]